# Liste der britischen Botschafter in Afghanistan
Die Liste umfasst die Botschafter des Vereinigten Königreichs in Afghanistan. Aktuell (Stand 6. August 2024) – in Folge des Siegs der Taliban 2021 – ist die Botschaft unbesetzt. Sitz der Botschaft war Kabul.

## Botschafter
- 1922–1929: Sir Francis Humphrys
- 1929–1935: Sir Richard Maconachie
- 1935–1941: Sir William Fraser-Tytler
- 1941–1943: Sir Francis Wylie
- 1943–1949: Sir Giles Squire
- 1949–1951: Sir John Gardener
- 1951–1953: Eric Lingeman
- 1953–1957: Sir Daniel Lascelles
- 1957–1963: Sir Michael Gillett
- 1963–1965: Sir Arthur de la Mare
- 1965–1968: Sir Gordon Whitteridge
- 1968–1972: Peers Lee Carter
- 1972–1976: John Drinkall
- 1976–1979: Kenneth Crook
- 1979–1980: Norman Hillier-Fry
- 1981–1984: John Garner (chargé d'affaires – kein Botschafter während des Krieges zwischen Afghanistan und der Sowjetunion)
- 1984–1987: Charles Drace-Francis (chargé d'affaires)
- 1987–1989: Ian Mackley (chargé d'affaires)
- 2001–2002: Stephen Evans (chargé d'affaires)
- 2002–2003: Ronald Nash
- 2003–2006: Dame Rosalind Marsden
- 2006–2007: Stephen Evans
- 2007–2009: Sir Sherard Cowper-Coles
- 2009–2010: Sir Mark Sedwill
- 2010–2012: Sir William Patey
- 2012–2015: Sir Richard Stagg
- 2015–2016: Dame Karen Pierce
- 2016–2017: Dominic Jermey
- 2017–2018: Sir Nicholas Kay
- 2018–2019: Giles Lever (chargé d'affaires)
- 2019–2021: Alison Blake
- 2021: Sir Laurie Bristow
- 2021–2022: Dr Martin Longden für Afghanistan akkreditiert, residierte aber seit der Eroberung Kabuls durch die Taliban in der britischen Botschaft in Doha.